# Christopher Storer
Christopher Storer (nacido en 1981) es un guionista, director y productor estadounidense. Inicialmente saltó a la fama por sus colaboraciones con el comediante Bo Burnham, como la codirección de los especiales de comedia de Burnham what. (2013) y Make Happy (2016) y la producción de la primera película de Burnham Eighth Grade (2018), se hizo más conocido como creador, co-showrunner, guionista y director de la serie de comedia dramática The Bear, por la que ha ganado tres Premios Emmy.

## Primeros años
Storer nació en 1981 y creció en Park Ridge (Illinois). Allí conoció a Chris Zucchero, el propietario de Mr. Beef, la tienda de bocadillos que se convirtió en la base de The Bear. Su hermana Courtney es chef profesional y trabaja como supervisora culinaria en la serie.

## Carrera
Storer colaboró con Bo Burnham codirigiendo los especiales de comedia what. (2013) y Make Happy (2016), además de ejercer de productor en el primer largometraje de Burnham Eighth Grade (2018), y con Hasan Minhaj en su especial de comedia Homecoming King (2017), que recibió un Premio Peabody. También trabajó como director y productor ejecutivo en la serie de comedia dramática de Ramy Youssef Ramy. Actualmente es el creador, co-showrunner, guionista y director de la serie de comedia-drama The Bear, por la que ha ganado tres Premios Emmy.

## Vida personal
Storer mantiene una relación con la actriz Gillian Jacobs.

## Filmografía

### Cine
| Año  | Película              | Productor | Notas |
| ---- | --------------------- | --------- | ----- |
| 2018 | Eighth Grade          | Sí        |       |
| 2020 | The Rental            | Sí        |       |
| 2021 | On the Count of Three | Ejecutivo |       |

### Televisión
| Año           | Título                          | Director | Escritor | Productor | Notas                                                                                          |
| ------------- | ------------------------------- | -------- | -------- | --------- | ---------------------------------------------------------------------------------------------- |
| 2013          | what.                           | Sí       | No       | No        | Especial de comedia Codirector                                                                 |
| 2016          | Make Happy                      | Sí       | No       | No        | Especial de comedia Codirector                                                                 |
| 2017          | Homecoming King                 | Sí       | No       | No        | Especial de comedia                                                                            |
| 2018          | The Comedy Lineup               | Sí       | No       | No        | 16 episodios                                                                                   |
| 2019–2020     | Ramy                            | Sí       | No       | Sí        | Productor ejecutivo (20 episodios) Productor co-ejecutivo (4 episodios) Director (6 episodios) |
| 2019          | Ramy Youssef: Feelings          | Sí       | No       | Sí        | Especial de comedia                                                                            |
| 2019          | Jeff Garlin: Our Man in Chicago | Sí       | No       | No        | Especial de comedia                                                                            |
| 2019          | Dan Soder: Son of a Gary        | Sí       | No       | Sí        | Especial de comedia                                                                            |
| 2020          | Little Voice                    | Sí       | No       | No        | 1 episodio                                                                                     |
| 2021          | Dickinson                       | Sí       | No       | No        | 2 episodios                                                                                    |
| 2022–presente | The Bear                        | Sí       | Sí       | Sí        | Creador, co-showrunner                                                                         |